# Izbica
Izbica è un comune rurale polacco del distretto di Krasnystaw, nel voivodato di Lublino.
Ricopre una superficie di 138,66 km² e nel 2004 contava 9 019 abitanti.